# 河原町ビブレ
河原町ビブレ（かわらまちビブレ）は、京都府京都市中京区において株式会社マイカル（現:イオンリテール）が運営していた商業施設。
ビブレとしては、天神ビブレに次いで古い歴史を持っていた。

## 歴史

### ニチイ河原町
1970年（昭和45年）10月にニチイ河原町店として開店。

### ビブレ開店
1983年（昭和58年）4月にビブレ（河原町ビブレ21）へ業態転換した。売り場面積が5,800㎡と狭いことから、天神ビブレと同じ品揃えとすることは出来なかった。そのため、学生が多い土地柄であることを踏まえて、衣料品とサービス面（会員制度など）を強化する戦略を採用した。
京都地区におけるファッションや情報の発信基地としての運営を図り、同地区の核となる存在だったが景気が低迷しニーズも変化。多様化した顧客の支持を獲得することが難しくなったのを契機として、2003年（平成15年）1月に改装を実施し1階から5階を株式会社ロフトが運営するテナント「京都ロフト」とし、地下1階のみビブレを展開。
店舗としての魅力を更に高めたいマイカル側の戦略が功を奏し、京都ロフトによる全体的な集客は高まったものの、地階にあるビブレへの顧客の流れを作ることは難しい状況が続いた。
しかもビブレの看板を掲げていたものの、顧客からはロフトの入居するテナントビルの印象を払拭することは出来ず、ビブレ形態としての限界が露出していくこととなっていった。
そして、ビルの耐震不足が深刻である点や将来的な収益の確保が難しいと判断し、テナントの「京都ロフト」との賃貸契約が終了する2010年（平成22年）7月31日での閉店を決定。同日、河原町ビブレは閉鎖した。

### 閉店後
跡地に地上11階建地下1階の高層マンションが計画されたが、地元の商店街などから反対されていた。
最終的には計画の通り、日成ビルド工業と日本エスコン（現：エスコン）による分譲マンション「グラン レ・ジェイド京都河原町」が建設され、2015年（平成27年）12月に竣工。1階にはスポーツサイクル専門店「Y's Road」が開業した。
なお、京都ロフトは近隣にある「ミーナ京都」に移転した。

## 年表
- 1970年（昭和45年）10月00日 - ニチイ河原町店開店
- 1983年（昭和58年）00月00日 - ビブレに業態転換
- 2003年（平成15年）00月00日 - 河原町ビブレを改装してロフトがテナントとして入居
- 2010年（平成22年）07月31日 - 河原町ビブレ閉店

## フロア
- 地下1階 - ファッションステージ（VIVRE）
  - 開運館E&E（占い）
- 1階 - リストウォッチ・アクセサリー・バラエティ雑貨のフロア（京都ロフト）
  - シアトルズベストコーヒー（飲食店）
  - Seika（服飾専門店）
- 2階 - 美容・健康・旅行雑貨・ギフト雑貨のフロア（京都ロフト）
  - La nail（ネイルサロン）
- 3階 - 家庭用品のフロア（京都ロフト）
  - ABCクッキングスタジオ
- 4階 - インテリアのフロア（京都ロフト）
- 5階 - 文具のフロア（京都ロフト）
- 6階 - CD・楽器のフロア
  - HMV
  - ミュージックランドKEY

## 営業時間
- 平日: 11:00-21:00
- 土日祝: 10:00-21:00